# NGC 3781
NGC 3781 (również PGC 36104) – galaktyka soczewkowata (S0), znajdująca się w gwiazdozbiorze Lwa. Odkrył ją Édouard Jean-Marie Stephan 28 kwietnia 1881 roku. Należy do galaktyk Seyferta typu 2.